# Super Fight League 3
Super Fight League 3（スーパー・ファイト・リーグ・スリー、通称SFL 3）は、インドの総合格闘技団体「Super Fight League」の大会の一つ。2012年5月6日、ニューデリーのIGIスタジアムで開催された。

## 大会概要
本大会ではジェームス・トンプソンとボビー・ラシュリーによるヘビー級ワンマッチが組まれた。

## 試合結果
| 試合 | 階級           | 勝者                       | 敗者                   | 試合結果                        |
| ---- | -------------- | -------------------------- | ---------------------- | ------------------------------- |
| 1    | ミドル級       | ゼルグ・"弁慶"・ガレシック | ダグ・マーシャル       | 1R 0:34 KO（跳び膝蹴り）        |
| 2    | 62kg契約       | ガルダルシャン・マダット   | リュウ・シコン         | 2R 2:37 リアネイキドチョーク    |
| 3    | ライト級       | ラクウィンダー・セクホン   | ウラジミール・トドロフ | 2R終了時 TKO（棄権）            |
| 4    | ライトヘビー級 | トレヴァー・プラングリー   | バガ・アガエフ         | 3R 2:03 KO（右フック→パウンド） |
| 5    | 80kg契約       | ブラックマンバ             | クィントン・アレンゼ   | 1R 0:51 KO（パウンド）          |
| 6    | 60kg契約       | アヌップ・クマー           | チャトモンコン・シーマ | 1R 4:55 TKO（マウントパンチ）   |
| 7    | 女子フライ級   | ジョアン・コールダウッド   | レナ・オフチニコワ     | 3R終了 判定3-0                  |
| 8    | ヘビー級       | ジェームス・トンプソン     | ボビー・ラシュリー     | 3R終了 判定3-0                  |